# Euryspongia lactea
Euryspongia lactea är en svampdjursart som beskrevs av R.W. Harold Row 1911. Euryspongia lactea ingår i släktet Euryspongia och familjen Dysideidae.
Artens utbredningsområde är havet utanför Sudan. Inga underarter finns listade i Catalogue of Life.